# Lyssach
Lyssach är en ort och kommun i distriktet Emmental i kantonen Bern, Schweiz. Kommunen har 1 475 invånare (2023).